# Kötlutangi
Kötlutangi är en udde] i republiken Island.  Den ligger i regionen Suðurland, i den södra delen av landet. Den är den sydligaste punkten på Islands fastland. Kötlutangi ligger på Mýrdalssandur söder om Hjörleifshöfði i Vestur-Skaftafellssýsla. Kötlutangi bildades i vulkanutbrottet Kötlugosið 1918, men sedan flyttades kusten ut på grund av det kraftiga utbrott som sedan följde. Före utbrotten var Dyrhólaey den sydligaste punkten i landet.
Sedan dess har havet dock stadigt ätit av Kötlutangi och det har förutspåtts att Dyrhólaey snart kommer att återta positionen som den sydligaste punkten på fastlandet. Det får dock vänta, för enligt Islands Lantmäteri, som bygger på satellitbilder från 2004, låg Kötlutangi 500 meter söder om Dyrhólaey då. Det beräknas att Kötlutangi kommer att förkortas med 10 till 20 meter per år.